# Kaliště (ort i Tjeckien, Vysočina, lat 49,24, long 15,30)
Kaliště är en ort i Tjeckien.   Den ligger i regionen Vysočina, i den centrala delen av landet, 110 km sydost om huvudstaden Prag. Kaliště ligger 688 meter över havet och antalet invånare är 161.
Terrängen runt Kaliště är platt åt nordväst, men åt sydost är den kuperad. Runt Kaliště är det ganska glesbefolkat, med 27 invånare per kvadratkilometer. Närmaste större samhälle är Třešť, 14,2 km öster om Kaliště. I omgivningarna runt Kaliště växer i huvudsak blandskog.